# Hubertushöhe (Plabutsch)
Die Hubertushöhe ist ein 562 m ü. A. hoher Vorberg des Plabutsch, und ein Stadtberg von Graz in der Steiermark. Auf dem Berg steht die Kernstockwarte, ein historischer Aussichtsturm.

## Lage und Landschaft
Der Plabutsch (Gipfel: Fürstenstand), als Stock im engeren Sinne, erhebt sich westlich über Graz und dem Grazer Becken. Die Anhöhe Hubertushöhe liegt zwischen den Bezirken Gösting (13.) nördlich und Eggenberg (14.) südlich, mit Algersdorf direkt am Fuß. Süd- wie Osthang sind besiedelt (Ortslage Weingartenweg).

## Geschichte und Baulichkeiten
Der Name der Straße erinnert an den Weinbau, der früher östlich von Graz betrieben wurde, an der Hubertushöhe finden sich bis heute einige Weingärten. Der Nordosthang der Hubertushöhe ist abgegraben, die Steinbrüche beim ehem. Wirtshaus Blaue Flasche, in denen der Plabutsch-Dolomit-Sandstein als Baustoff gewonnen wurde, sind für diverse Mineralfunde bekannt.
Ab der Jahrhundertwende entstand eine Villenlage, darunter die Villa Stefferl (Grabenschlössl, Weingartenweg 12). Die Straße zieht sich von Algersdorf den Berg hinauf zum Gasthaus Hubertushöhe.
Wegen starker Überwachsung mit Buschwaldbestand ist das Aussichtspanorama vom unscheinbaren Gipfel und der Kernstockwarte eingeschränkt. Über den Höhenzug des Plabutsch (jedoch nicht direkt an der Kernstockwarte vorbei) verläuft auch der Kernstockweg, ein 16 Kilometer langer Wanderweg, welcher von Gösting nach Straßgang führt.

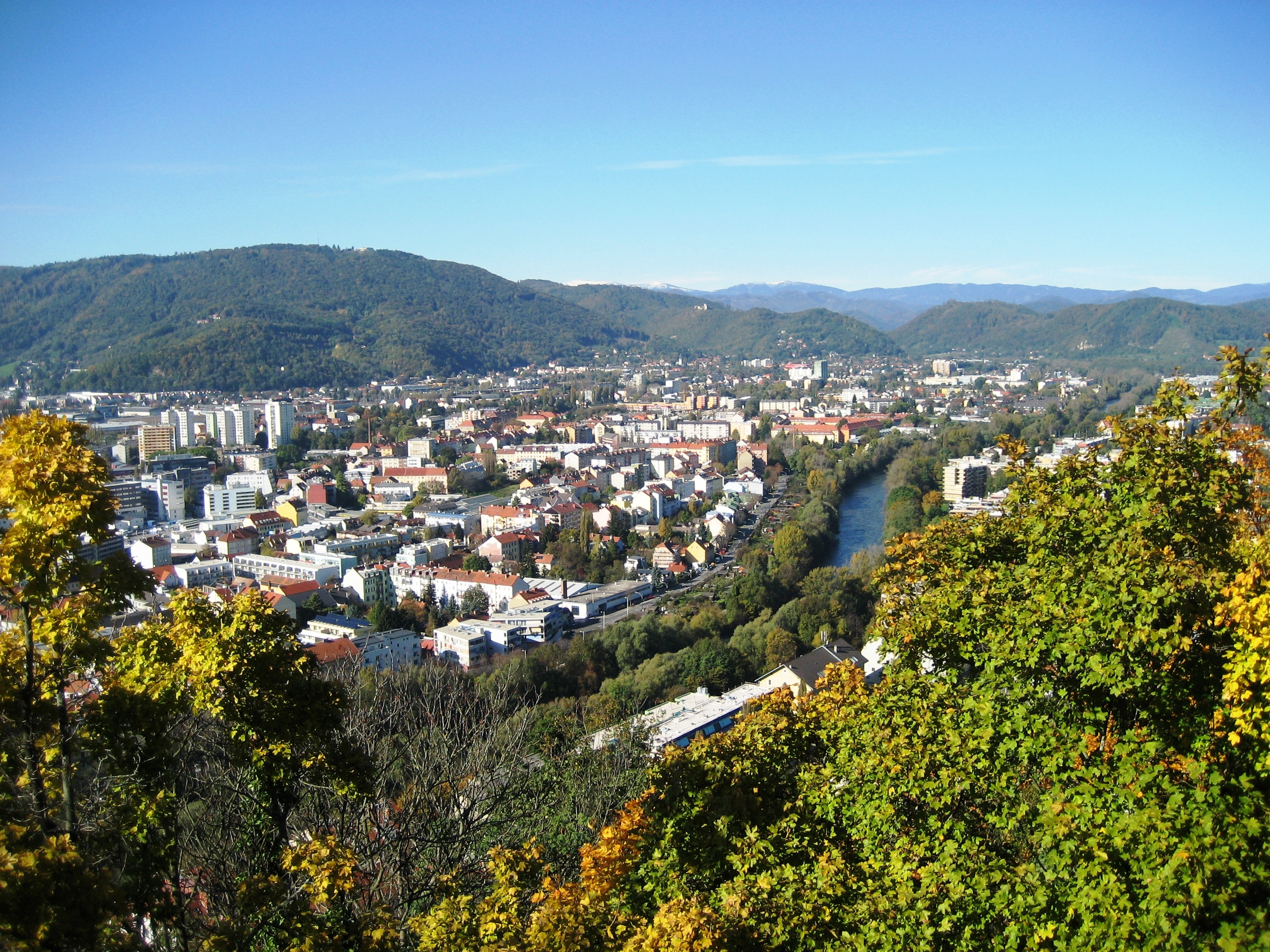
Plabutsch mit Hubertushöhe, rechts dahinter der Göstinger Ruinenberg (Blick vom Grazer Schloßberg)
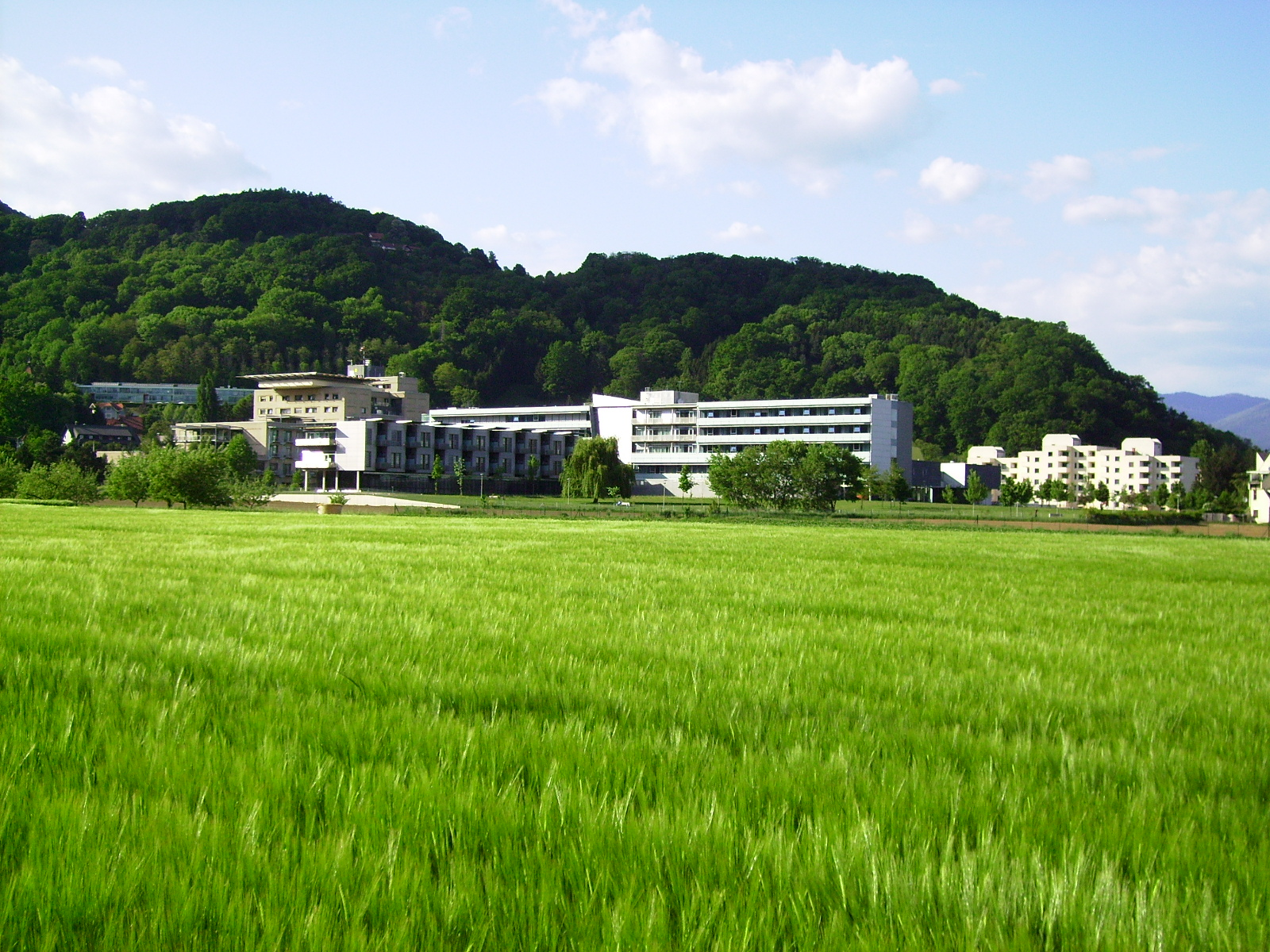
Das Spitalszentrum UKH-LKH West am Fuß der Anhöhe
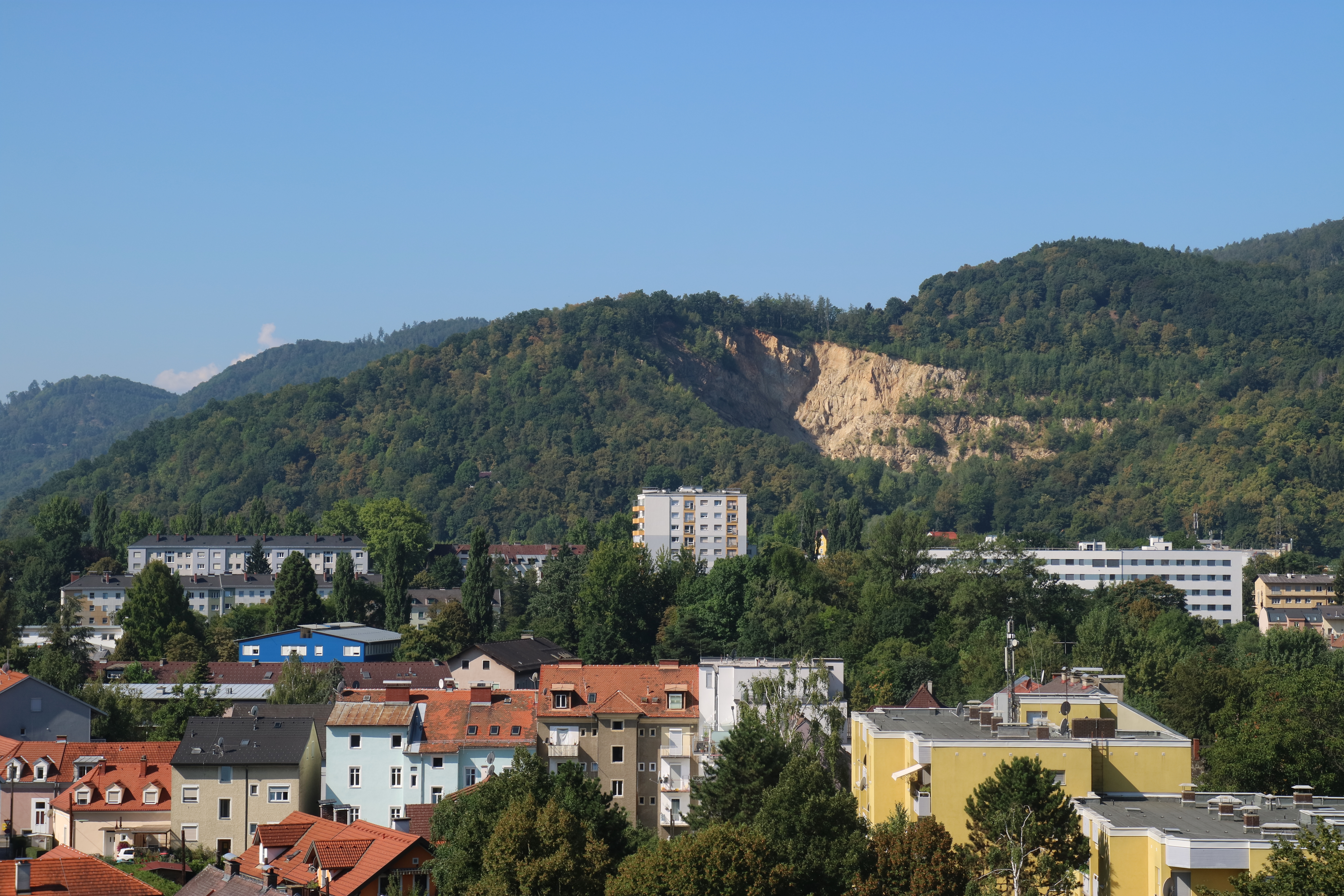
Ansicht von Osten (Kalvarienberg) mit Steinbruch

### Die Kernstockwarte
Die Kernstockwarte ist eine niedrige Aussichtsplattform auf der Hubertushöhe. Sie ist nach dem Dichter Ottokar Kernstock benannt. 
Josef Valentinitsch, Obmann des Eggenberger Verschönerungsvereins, suchte am 25. September 1928 um die Errichtung der Warte an. Der Bau wurde 1928/29 realisiert und von Spendengeldern der Eggenberger Bürger finanziert. Baumeister war der Stadtbaumeister Franz Spath.
Die Plattform des aus Bruchsteinen gefertigten und innen hohlen Rundbaus ist über eine gewundene Außentreppe mit Eisengeländer erreichbar. Während des Zweiten Weltkriegs diente der Hohlraum, der über eine Leiter zugänglich ist, als Abhörstation.
Die Warte steht unter Denkmalschutz.